# Martin Pušić
Martin Pušić (født 24. oktober 1987) er en østrigsk fodboldspiller af kroatisk oprindelse.

## Klubkarriere
Han spillede i Esbjerg fB fra den 16. januar 2014, hvor han skiftede fra Brann for et ukendt beløb. Han skiftede i vintertransfervinduet 2015 til FC Midtjylland for en købssum for cirka 7,5 millioner kroner. Han blev efterfølgende dansk mester med FC Midtjylland i Superligaen 2014-15 samt ligaens topscorer med 17 mål.
Den 28. januar 2017 blev det offentliggjort, at Martin Pušić blev udlejet til Sparta Rotterdam frem til sommeren 2017.
Den 26. august 2017 købte FC København ham fri fra sin kontrakt i FC Midtjylland. Kontrakten gjaldt til sommeren 2018, men på transfervinduets sidste dag i januar 2018 blev Pušić udlejet til AGF.
Den 15. juli 2018 bekræftede AC Horsens' træner Bo Henriksen, at Martin Pusic bliver tilknyttet klubben på en to-årig kontrakt. Han fik sin debut for AC Horsens dagen efter, da han han blev skiftet ind i det 75. minut i stedet for Peter Nymann i en 1-2-sejr ude over FC København i 1. spillerunde.
Blot fire dage senere, den 19. juli 2018 bekræftede AC Horsens at klubben var nået til enighed med Pusic om at annullere kontrakten.

## Landsholdskarriere
Pušić blev udtaget til at spille for Østrigs U/20-fodboldlandshold i forberedelserne til U/20 VM i fodbold 2007 i Canada, mens han spillede for Vienna. Her spillede han hidtil eneste landshold for Østrig.

## Hæder

### Individuelt
- Topscorer i Superligaen: 2014-15 (17 mål)[11]